# Charles Dullin
Charles Dullin (Yenne, Savoia, 8 de maig de 1885 – París, 11 de desembre de 1949) va ser un director de teatre, actor i mestre d'actors francès.
El més petit de disset germans, va ingressar en un seminari el qual abandonà aviat. Es traslladà a París amb intenció de dedicar-se al teatre, i el 1903 debutà en petits papers al Théâtre des Gobelins i al cabaret Le Lapin Agile. El 1906 ingressà a la companyia estable del Théâtre de l'Odéon i el 1910, després d'una breu experiència com a empresari, amb el seu amic Louis Jouvet al Thêatre des Arts (actualment Théâtre Hébertot) on aconseguí un èxit esclatant amb el paper de Smerdiakov en el muntatge d'Els germans Karamàzov de Dostoievski dirigit per Jacques Copeau. Quan aquest creà, el 1913, el Théâtre du Vieux-Colombier, Dullin n'esdevingué l'actor principal.
A causa de l'esclat de la Primera Guerra Mundial i d'una malaltia de Copeau, aquest teatre hagué d'interrompre la seva segona temporada i aleshores Dillon s'allistà com a voluntari a l'exèrcit francès. El 1916, en plena guerra, el president del govern Georges Clemenceau, que també és dramaturg, es proposa promoure el teatre francès als Estats Units i encarrega a Copeau la formació d'una companyia perquè s'hi traslladi. Amb Charles Dullin i Louis Jouvet com a actors i directors, la companyia actuarà al Garrick Theater de Nova York fins al juny de 1919, per bé que amb un èxit de públic força discret.
Tornats a França, el 1920 el Vieux-Colombier reobre les portes, però la ruptura entre Copeau i Jouvet impulsarà Dullin a formar la seva pròpia companyia, el Théâtre de l'Atelier, que el 1922 passarà a residir de manera estable a l'antic Théâtre Montmartre. Dullin hi fa representar obres de grans grans clàssics com Aristòfanes, Ben Jonson, Shakespeare o Molière, i també dels autors més avançats, com ara Luigi Pirandello o Marcel Achard. L'Atelier esdevé una importantíssima escola de teatre en la qual prevalen la prioritat del text, la direcció actoral, el conreu de la dicció, la improvisació i la constant formació dels intèrprets. Dillon tindrà alumnes de la categoria de Jean Marais, Marcel Marceau, Jean Vilar, Jean-Louis Barrault, Jarl Priel, Stéphane Audran o Roland Petit.
El 1927 havia sorgit en el si de L'Atelier el grup "Cartel des Quatre", format per Charles Dullin, Louis Jouvet, Gaston Baty i Georges Pitoëff, que maldava per divulgar el teatre d'alta qualitat no comercial, l'anomenat "teatre descentralitzat popular".
La Segona Guerra Mundial interromprà l'aventura de L'Atelier. Tanmateix, sota la França ocupada Dullin serà nomenat director del Théâtre de la Ville de Paris, on el 1943 muntarà les primeres obres teatrals de Jean-Paul Sartre. Poc abans de la seva mort, assumirà la direcció del Théâtre Montparnasse.
Durant la seva vida artística descobrí diversos cantants i actors, entre ells el malaurat René-Louis Lafforgue. La plaça davant del Théâtre de l'Atelier duu actualment el nom de Charles Dullin.